# Terrorisme islamiste en France

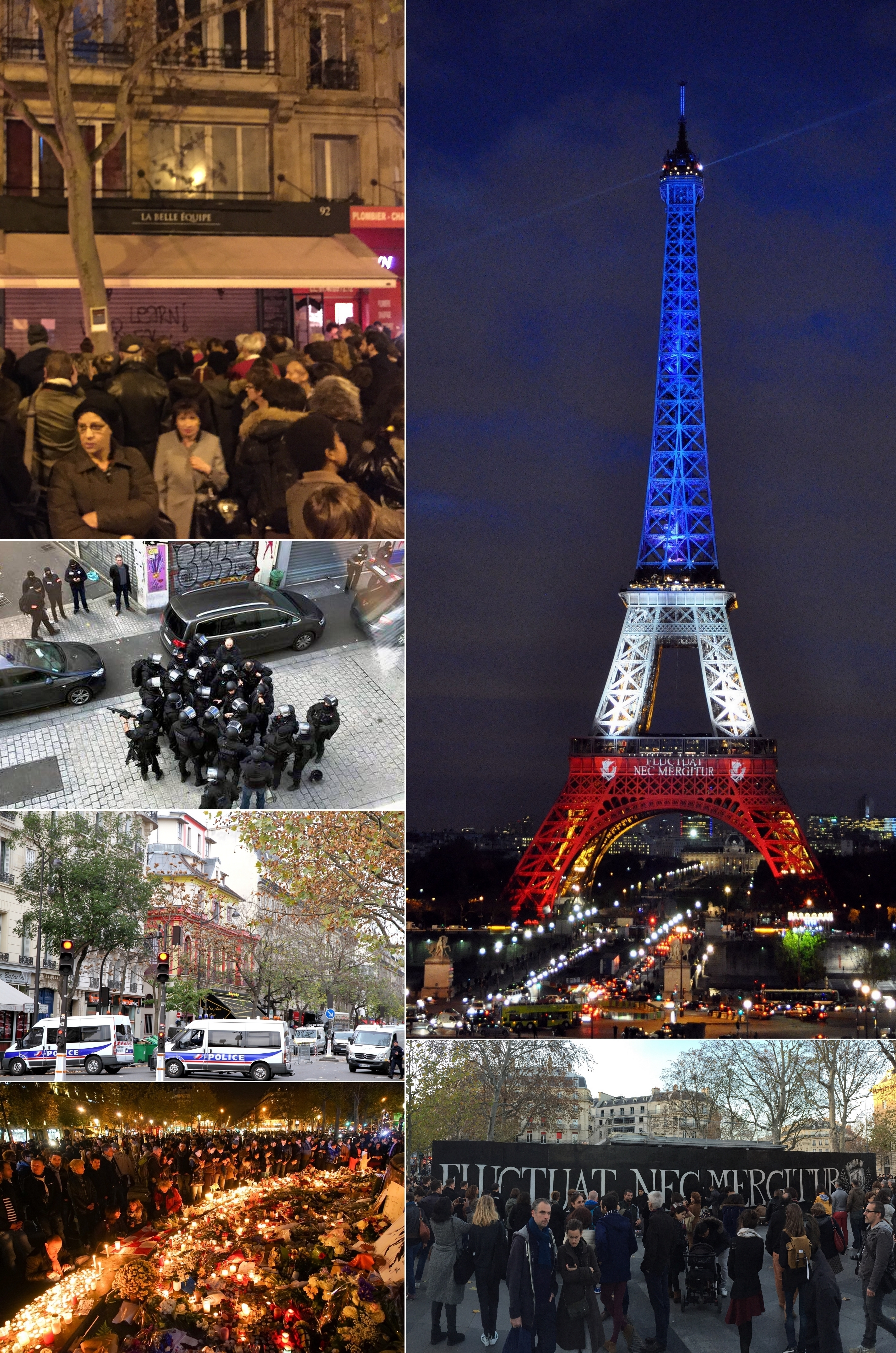
Images concernant les attentats du 13 novembre 2015 en France

Le terrorisme islamiste en France fait référence aux actes de terrorisme islamiste perpétrés sur le territoire français. La France est une première fois frappée en 1986 par une cellule du Hezbollah. Elle est ensuite touchée par une série d'attentats au milieu des années 1990, organisés par le Groupe islamique armé. Après une accalmie d'une quinzaine d'années, la France est victime d'une nouvelle vague d'attentats depuis 2012 liée au « djihad global », par des individus ayant souvent prêté allégeance à l'État islamique ou à Al-Qaïda dans la péninsule arabique.
Selon une étude internationale publiée en juin 2017, la France est le pays le plus touché par les attentats djihadistes commis en Europe et aux États-Unis depuis la proclamation du « califat » de l'État islamique, le 29 juin 2014. Entre mars 2012 et octobre 2019, 263 personnes ont perdu la vie dans dix-huit attentats islamistes en France.

## Historique
Le terrorisme islamiste en France a lieu en deux périodes distinctes, la première avec des attentats réalisés par le Groupe islamique armé (GIA) en 1995 pendant de la guerre civile algérienne (1991-2002), la deuxième qui commence en 2015 avec des attentats de l'État islamique et Al-Qaïda dans la péninsule arabique. Entre ces deux dates, la France est épargnée par les attentats liée au « djihad global » « inédit, déterritorialisé » commencé par Al-Qaïda avec, entre autres, les attentats du 11 septembre 2001, ou les attentats de Madrid du 11 mars 2004. Pour Mathieu Guidère, le terrorisme islamique en France commence avec le Hezbollah libanais dès les années 80.

### Vague d'attentats liée au Hezbollah (1985-1986)
À la suite de l'attentat du Drakkar à Beyrouth en 1983 qui font 58 victimes chez les militaires français (les plus lourdes pertes après 1963) et 241 soldats américains, la France riposte avec un bombardement d'une position du Hezbollah lors de l'opération Brochet. Le Hezbollah réplique en menant une vague d'attentats sur le territoire français avec également pour objectif d'arrêter le soutien militaire de la France à l'Irak qui est en guerre contre l'Iran.
Entre fin décembre 1985 et septembre 1986, 14 attaques à la bombe sont perpétrées à Paris et sur la ligne ferroviaire Paris-Lyon, au cours desquelles 13 personnes perdent la vie et plus de 300 autres sont blessées. Le plus important est l'attentat de la rue de Rennes. Ces attentats sont organisés par le Comité de solidarité avec les prisonniers politiques arabes et du Proche-Orient mené par Fouad Ali Saleh, terroriste du Hezbollah. Fouad Ali Saleh est arrêté en 1987 et la vague d'attentat islamiste chiite s'arrête avec la fin de la guerre Iran-Irak.

### Vague d'attentats du GIA (1994-1996)
Le soutien de la France au régime militaire algérien pendant guerre civile algérienne provoque la colère des islamistes. Entre décembre 1994 et décembre 1996, le Groupe islamique armé va perpétrer 11 attaques sur le sol français, au cours desquelles 12 personnes perdent la vie et plus de 300 autres sont blessées. La série commence le 26 décembre 1994 avec la prise d'otages du vol 8969 Air France qui se solde par un assaut du GIGN au cours duquel 16 otages sont blessés. La France est particulièrement frappée par une série d'attentats en 1995, organisée par une cellule constituée de Ali Touchent, cerveau présumé du groupe, de l'artificier Boualem Bensaïd, des poseurs de bombe Khaled Kelkal et Smaïn Aït Ali Belkacem et financée par Rachid Ramda.
Dans le contexte nébuleux de la guerre civile algérienne, il est difficile de connaitre les vrais commanditaires de ces attentats. La France d'abord favorables aux généraux, prend ses distances dès l'élection de Jacques Chirac en 1995 et reproche aux britanniques leur « complaisance » avec les islamistes algériens dans ce qui est appelé le Londonistan, et aux américains leur positionnement envers le Front islamique du salut lors de la guerre civile.

### Période d'accalmie et attentats déjoués
Selon plusieurs experts, les services de renseignements français, qui ont beaucoup appris des attentats de 1995 et ont une législation antiterroriste « offensive », ont réussi à surveiller les intégristes « isolés au sein d'un islam de France dans sa très grande majorité quiétiste » jusqu'en 2012. Les réseaux du GIA sont démantelés lorsque le projet d'attentat de la Coupe du monde de football 1998 est découvert, avec une centaine d'arrestations dans toute l'Europe. De plus, les services de renseignement parviennent à déjouer un attentat sur le marché de Noël de Strasbourg en décembre 2000, ainsi qu'un projet visant un bâtiment de la police en décembre 2008. Entre fin 1996 et début 2012, un seul attentat islamiste a été commis sur le territoire français. Il s'agit d'une attaque à la bombe perpétrée par le Front islamique français armé contre l'ambassade d'Indonésie à Paris, qui occasionne 10 blessés.
En revanche, les services n'ont pas « anticipé la résurgence du fanatisme au sein d'une jeunesse désocialisée, ne fréquentant guère les mosquées, s'endoctrinant par des vidéos sur internet ou au sein d'un cercle de relations immédiat et restreint ». Le développement des réseaux sociaux aura une influence majeure sur la nouvelle vague terroriste à venir.

### Attentats d'Al-Qaïda et de l'État islamique (2012-présent)

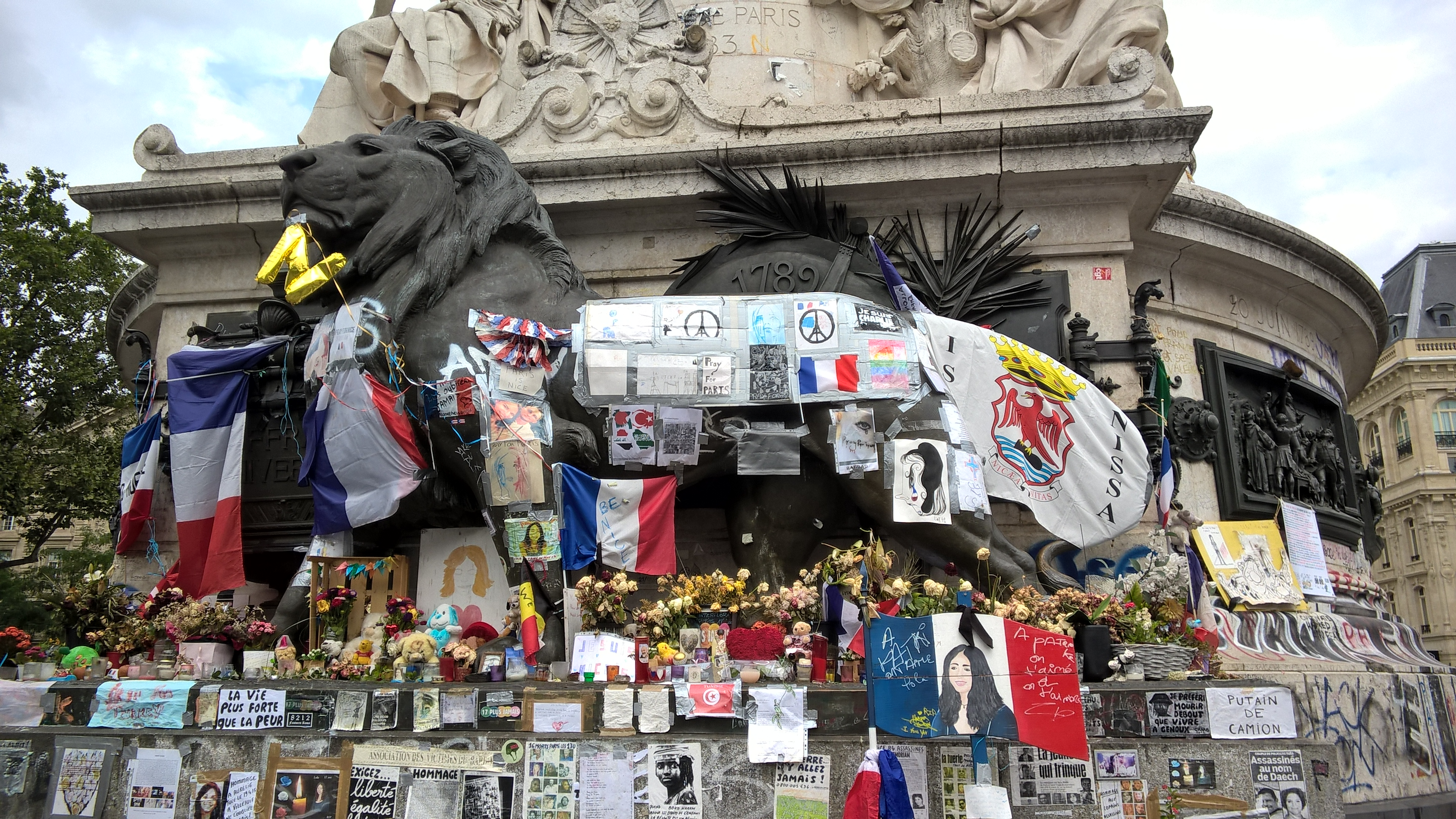
Hommages aux victimes de l'attentat du 14 juillet 2016 à Nice, revendiqué par l'État islamique, sur le Monument à la République à Paris.

Depuis 2012, la France est frappée par une vague d'attentats d'une ampleur sans précédent, qui est initiée par les attentats de mars 2012. Cette vague intervient dans un contexte géopolitique changeant, avec le printemps arabe qui commence en 2011, un atlantisme plus marqué avec la réintégration de la France dans le commandement intégré de l'OTAN en 2007 et un interventionnisme plus marqué dans les guerres civiles libyenne (2011 et depuis 2014), dans la guerre du Mali (depuis 2012) et la guerre civile syrienne (depuis 2011).
Ces attaques sont de loin les plus meurtrières, particulièrement les attentats du 13 novembre 2015 en France (130 morts, dont 90 au Bataclan) et l'attentat du 14 juillet 2016 à Nice (86 morts), qui vise les civils de manière indiscriminée, suivant ainsi l'appel du porte-parole de l'État islamique (ou Daech) Abou Mohammed al-Adnani, qui déclare le 22 septembre 2014 : « Si vous pouvez tuer un incroyant américain ou européen — en particulier les méchants et sales Français [...] alors comptez sur Allah et tuez-le de n'importe quelle manière. Si vous ne pouvez pas trouver d'engin explosif ou de munitions, alors isolez l'Américain infidèle, le Français infidèle, ou n'importe lequel de ses alliés. Écrasez-lui la tête à coups de pierres, tuez-le avec un couteau, renversez-le avec votre voiture, jetez-le dans le vide, étouffez-le ou empoisonnez-le,,. »
Depuis la chute du « califat » de l'État islamique en 2019, on note une baisse notable de la sophistication des attaques et donc du nombre de morts. En effet, aux projets planifiés depuis la zone syro-irakienne mis en œuvre par des djihadistes aguerris ont succédé principalement des attaques simplement inspirées et recourant à des acteurs isolés. En dehors des attaques indiscriminées de civils, on peut constater que des cibles plus symboliques sont désormais visées, souvent liées à la question du blasphème : l'attentat contre Charlie Hebdo en janvier 2015 ou encore les assassinats des professeurs Samuel Paty en 2020 et Dominique Bernard en 2023.

## Analyse des attentats

### Stratégie des terroristes

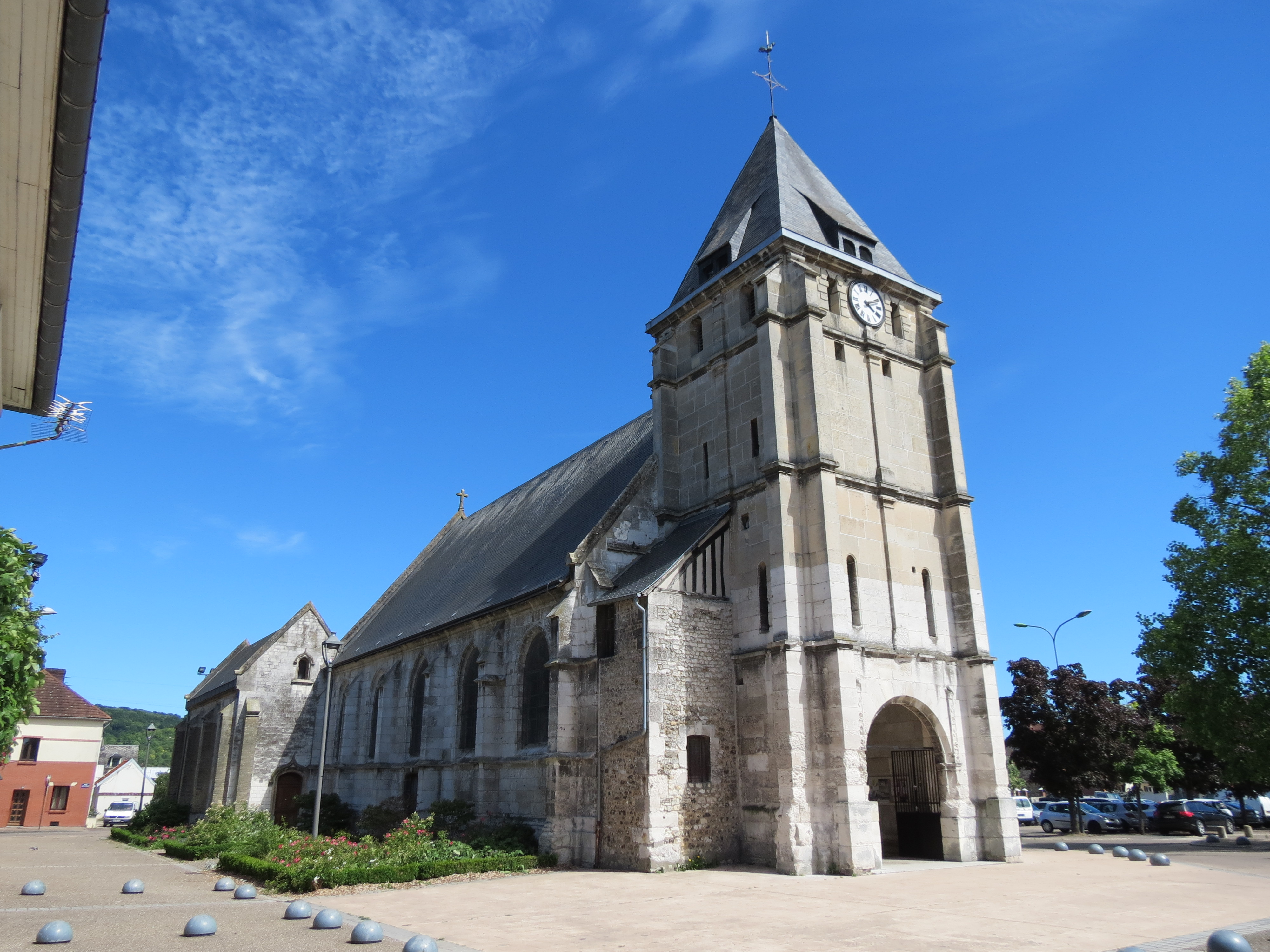
Lieu de l'attentat de l'église de Saint-Étienne-du-Rouvray.

Selon le politologue Gilles Kepel, la vague d'attaques frappant la France depuis 2012 serait inspirée par l'idéologue Abou Moussab al-Souri, qui recommanderait la guerre civile en Europe menée par la jeunesse musulmane qui devrait être préparée à « enclencher la dislocation finale de l’Occident, préalable au triomphe mondial de l’islam »,. Mohammed Merah aurait ainsi été inspiré par l'idéologue. Plutôt que de frapper les États-Unis, Abou Moussab al-Souri préconise de viser l'Europe, « ventre mou » de l'Occident, afin de provoquer des réactions islamophobes qui pousseraient les musulmans européens à rejoindre les rangs djihadistes. Dans Libération, Gilles Kepel précise « L’objectif est de faire monter l’extrême droite, “l’islamophobie”, qu’il y ait des lynchages, des femmes voilées attaquées, des épiceries halal incendiées, etc. Et donc de faire en sorte que le musulman de base, qui n’a rien à voir avec Daech, soit pris en otage par cette “islamophobie” ».
Pour le journaliste Éric Leser, « Selon Abou Moussab al-Souri, il faut viser les juifs, les policiers, les militaires, les églises, les grands événements sportifs et culturels. Il faut dresser les populations contre les musulmans et contraindre ainsi ces derniers à choisir un camp ». L'historien Jean-Pierre Filiu partage la même analyse : Daech « parie à la fois sur une escalade de violence intercommunautaire en Europe et sur un gonflement en retour du recrutement en provenance de ce continent ». En utilisant des terroristes français pour commettre des atrocités, comme Mehdi Nemmouche ou le converti Maxime Hauchard, l'organisation cherche à créer le doute sur « l’ennemi de l’intérieur » selon Filiu. Pour le journaliste Christophe Ayad, Daech « en frappant les Occidentaux chez eux, [...] s’assurait de représailles contre la communauté musulmane, qui, à son tour, se souderait et se radicaliserait pour se défendre sous la bannière djihadiste » et ainsi, les « attentats de 2015 ont atteint leur objectif : ils ont provoqué l’émergence d’une génération de militants d’ultradroite profondément antimusulmans et gagnés par les thèses accélérationnistes, selon lesquelles il faut hâter la guerre civile entre races avant que les Blancs ne soient minoritaires ».
Cette stratégie a été revendiquée par certains terroristes agissants sur le sol français, notamment celui de l'attentat de la rue Victor-Hugo à Lyon qui affirme devant le juge d'instruction avoir délibérément agi à l'avant-veille des élections européennes afin de « faire monter le vote populiste et raciste [...] pour pousser les musulmans à la révolte ». Toutefois, plusieurs terroristes revendiquent leur acte à raison de la politique étrangère de la France, et notamment de sa participation à la coalition internationale en Irak et en Syrie (13-Novembre, Saint-Étienne-du-Rouvray, Thalys). La coalition anti-Daech débute sa campagne de bombardements à l'été 2014 en Irak, officiellement en réaction au génocide des Yézidis, mais aussi quelques semaines après le premier attentat de l'organisation en Europe du 22 mai 2014, et alors que des écoutes téléphoniques démontrent des projets d'attentats de l'organisation dès juillet 2013. L'un des kamikazes du Bataclan, Foued Mohamed-Aggad, avait lui-même menacé la France d'attaques en mars 2014. Pour le journaliste de Mediapart Matthieu Suc, il s'agit d'une « constante de la propagande victimaire djihadiste » alors que l'organisation « se préparait aux attentats bien avant les premières frappes de la coalition internationale et de l’armée française ». Le journaliste n'exclue cependant pas une « volonté stratégique de l’État islamique d’amener certains alliés de la coalition à se désengager, exactement comme l’Espagne s’était retirée d’Irak dans le mois qui avait suivi les attentats de Madrid ».

### Arsenal utilisé
Contrairement aux attentats et tentatives de 2015, les terroristes attaquent avec des armes rudimentaires avec un réseau faible . Aux projets planifiés par l’EI depuis la zone syro-irakienne, mis en œuvre par des djihadistes aguerris ont succédé principalement des attaques simplement inspirées et recourant à des acteurs isolés. Auditionné par la commission des affaires étrangères de l’Assemblée nationale le 14 février 2017, Patrick Calvar, alors responsable de la Direction générale de la Sécurité intérieure confirme cet état de fait : « Plusieurs affaires nous ont démontré que les candidats à l’action violente sont nombreux, mais qu’ils se heurtent à des problèmes logistiques, en particulier pour acquérir des armes ».

### Profil des terroristes

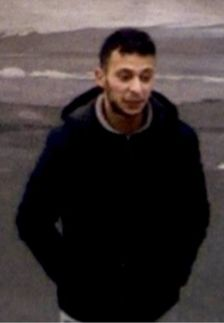
Salah Abdeslam, seul survivant du commando des attentats du 13 novembre 2015 en France.

L'islamologue Gilles Kepel nomme les attentats de 2015 et après le « djihad de troisième génération », dont la plupart des auteurs ont grandi en France. En mai 2018, sur les douze attentats aboutis depuis fin 2014, impliquant au total 22 terroristes, seul Ahmed Hanachi pour l'attaque du 1er octobre 2017 Marseille et les deux kamikazes du Stade de France étaient en situation irrégulière lorsqu’ils sont passés à l’acte. Les six autres auteurs de nationalité étrangère étaient légalement présents en France. 
Sur environ 70 000 détenus dans 186 prisons françaises, environ  1 400 sont considérés comme des radicaux, certains d'entre eux étaient des candidats au départ pour Daech. Environ 15 % des détenus des prisons françaises se seraient radicalisés en prison, l'endoctrinement se faisant par un mélange de peur et de faveurs envers les détenus fragiles ou isolés. La situation a engendré des tentatives d'assassinat de gardiens, dont une par l'organisateur de l'attentat de la Ghriba à Djerba du 11 avril 2002, provoquant une grève nationale des surveillants en janvier 2018. Hors prisons, les chiffres sont en constante augmentation. En 2015, le nombre de radicalisés était de 700 pour 1 336 en 2016. Fin 2014, il y avait 90 auteurs d’infractions terroristes pour 349 début 2017. Chaque semaine, il y a « une demi-douzaine d’incarcérations pour association de malfaiteurs en lien avec une entreprise terroriste » selon le ministère de la Justice.
Selon Marc Hecker, chercheur à l’Institut français des relations internationales et spécialiste du terrorisme, qui analyse l'attentat de Nice le 29 octobre 2020, celui devant les anciens locaux de Charlie Hebdo le 25 septembre et de Éragny le 16 octobre, « la recrudescence de ces dernières semaines est très probablement liée au procès Charlie Hebdo et à la republication des caricatures, qui a suscité de fortes réactions dans la djihadosphère », l’agence Thabat, proche d’Al-Qaïda ayant fait un communiqué à ce sujet qui « appelait à des attentats dans des lieux de culte chrétiens mais aussi à des attaques contre des musulmans présentés comme "collaborateurs de l’État", c’est-à-dire, ayant défendu la liberté d’expression et refusé de condamner les caricatures ». Selon lui, le terroriste de Nice pourrait s'être inspiré de ce communiqué, car « on découvre souvent dans les enquêtes post-attentats que les assaillants consultaient de la propagande en ligne. On parle à ce sujet de terrorisme d’inspiration, ce qui signifie qu’il n’y a pas nécessairement de commanditaire précis ».
Une étude de 2021 du Centre de recherches sociologiques sur le droit et les institutions pénales (Cesdip) concernant 355 des 381 incarcérés pour terrorisme islamiste de sexe masculin révèle que, :
- la plupart des individus concernés résident dans des grandes villes et zones urbaines populaires avec une importante population d'origine immigrée, notamment la région parisienne et le sud (Lunel, Nice et Toulouse notamment). Cependant, quelques contre-exemples sont notables : Bordeaux et Perpignan sont totalement épargnées par le phénomène, qui est également relativement faible à Marseille eu égard à sa population. À l'inverse, Strasbourg et Orléans sont particulièrement affectées. Les auteurs de l'étude y voient là le fruit de personnalités influentes ayant suscité un effet d'entrainement dans certaines zones, à l'instar d'Omar Omsen à Nice.
- 54 % sont issus de familles précaires ;
- 84 % ont un revenu inférieur ou égal au SMIC (dont 22 % très précaire). 16 % ont le revenu des classes moyennes ou supérieures.

### Réseaux
En mai 2018, plus de 1 200 détenus de droit commun se sont radicalisés et plus de 500 ont été emprisonnés pour terrorisme. « Le milieu pénitentiaire fait un peu office d’incubateur dans la mesure où il y a une interaction » entre ces deux types de détenus, selon le procureur de Paris François Molins, qui souligne qu'une vingtaine d’entre eux seront libérés en 2018 et une vingtaine en 2019 et constituent « un risque majeur » en raison des récidives potentielles, et devront être surveillés.
Selon le Centre d'analyse du terrorisme dans une étude de 2020, 60 % des 166 islamistes partis combattre en Afghanistan (1986 à 2011), en Bosnie (1991-1995) et en Irak (2003-2006) ont été condamnés pour de nouvelles infractions terroristes après leur retour en France ou à l’étranger. Cette étude ne comprend pas les djihadistes qui ont rejoint Daech et qui sont encore pour la plupart en prison. Ainsi, les « vétérans du djihad » sont parfois des éléments essentiels de nouveaux réseaux, comme la filière d'Artigat, dont Mohammed Merah est le représentant le plus connu, mais dont huit des membres ont tenté de rejoindre Al-Qaïda en Irak dès 2006 et ensuite bénéficié d'une aura et d'une influence dans la région toulousaine.
L'étude du Cesdip de 2021 analyse les différents vecteurs d'intégration dans un réseau djihadiste, et constate qu'internet et les réseaux sociaux ont joué le plus grand rôle, puisqu'il est important dans 70 % des cas, et ce par le biais de consultation de vidéos de propagande et de massacres de l'État islamique et l'intégration dans des groupes de pairs, notamment sur Telegram. Les autres vecteurs d'intégration sont les réseaux amicaux, pour 53 % des individus concernés, les institutions islamiques (mosquées ou associations cultuelles) pour 29 % des individus, la famille pour 25 % d'entre-eux. On note ainsi la forte présence de fratries parmi les djihadistes, tandis que les parents sont souvent mis à l'écart.

### Financement
Selon le procureur de Paris François Molins, le financement des terroristes français est parfois fait par leur famille ou proches, parfois par donations à des associations caritatives, ou par le butin réalisé dans les zones contrôlées par Daech. En 2018 les services de renseignements financiers ont identifié 416 donateurs en France et 320 collecteurs, surtout basés en Turquie et au Liban. Le plus souvent les sommes sont données à des associations humanitaire ou à des proches partie rejoindre l'EI, certains parents ont été condamnés. Il précise que « les terroristes ont eu besoin de 25 000 euros pour organiser les attentats de janvier 2015 et 80 000 pour ceux du 13 novembre ». Selon lui, ces enquêtes financières ont servi à « débusquer des terroristes puisque ces circuits ont permis d’identifier des jihadistes qui étaient en Syrie et en Irak alors que nous n’étions pas avisés de leur présence là-bas ».

## Lutte contre le terrorisme islamiste

### Projets d'attentats déjoués
Au 1er mai 2019, ce sont 58 attentats qui ont été empêchés par les forces de l'ordre depuis 2015 selon un décompte des autorités dévoilé par le premier ministre Édouard Philippe. Selon Nicolas Hénin, spécialiste du terrorisme islamiste, « en France, les foyers émergent dans des villes de taille moyenne, des zones grises à la fois un peu urbanisées et un peu rurales ». La France est un des pays d'Europe les plus touchés avec l'Allemagne et l'Angleterre dont les terroristes ont des profils différents. Pour lui « la coopération européenne est excellente, elle est même bien meilleure entre services étrangers qu'entre les services d'un même état car au niveau européen il y a moins de conflits d'ego ». Il déclare que « le facteur chance est considérable, on se rend compte que les terroristes manquent de peu le plan établi. Le Thalys aurait par exemple dû être un carnage ».

## Conséquences des attentats islamistes

### Conséquences politiques
Après les attentats du 13 novembre 2015 en France, le président de la République François Hollande instaure l'État d'urgence en France. Cette réponse sécuritaire semble être globalement soutenue par la population. En mars 2018, un sondage relève que 61 % des français sont favorables à des mesures d'exceptions pour lutter contre le terrorisme. Les sondés supportent majoritairement l'interdiction du salafisme (88 %), le placement en rétention administrative des fichés S jugés les plus dangereux (87 %) et l'expulsion des étrangers fichés S (83 %). En décembre 2017, 59 % des français estimaient en revanche que les mesures prises pour lutter contre le terrorisme étaient inefficaces. En outre, près de 30 % des français ont changé leurs habitudes depuis le début de la vague d'attentats, que ce soit en matière d'habitudes de transport, de voyage, de fréquentation des salles de spectacle ou de supermarchés.
En août 2017, le président Emmanuel Macron annonce donner la priorité à la lutte contre le terrorisme islamiste dans sa diplomatie. Il déclare que « La sécurité des Français est la raison d'être de notre diplomatie, cette exigence est viscérale et nous devons y répondre sans faiblir » et que « La lutte contre le terrorisme islamiste [est] la première priorité de notre politique étrangère. Oui, je parle bien d'un terrorisme islamiste et j'assume parfaitement l'emploi de cet adjectif […] l'angélisme n'est pas de mise à cet égard ». Il annonce que « Daech est notre ennemi, le retour de la paix et la stabilisation en Irak et en Syrie sont une priorité vitale pour la France ».